# Aigle de Saladin
L'aigle de Saladin est un emblème panarabe brun clair utilisé pour représenter les puissances nationalistes arabes.

## Histoire
L'aigle de Saladin tire son origine du vizir d'Égypte, Saladin, qui a unifié le monde arabe au XIIe siècle. Ainsi, en 1953, en reprenant ce symbole d'unité[réf. nécessaire], l'aigle est choisi pour porter l'emblème de la République arabe unie. Il est depuis utilisé par plusieurs pays arabes pour porter leur emblème.

## Galerie d'images

Aigle de Saladin utilisé sur les armoiries de l'Irak.
Aigle de Saladin utilisé sur les armoiries de l'autorité palestinienne.
Aigle de Saladin utilisé sur les armoiries de l'Égypte.

Armoiries anciennes :

Aigle de Saladin utilisé sur les armoiries de la Libye (1969-1971).
Aigle de Saladin utilisé sur les armoiries de la République arabe unie (1958-1971).
Aigle de Saladin utilisé sur les armoiries du Yémen du Sud (1967-1970).
Aigle de Saladin utilisé sur les armoiries du Yémen du Sud (1970-1990).